# Шевченко Володимир Григорович
Володимир Григорович Шевченко (1912, місто Київ — листопад 1980, місто Київ) — український радянський діяч органів державної безпеки, генерал-майор. Начальник Київської школи КДБ № 204.

## Біографія
Народився в родині робітника. Батько загинув під час більшовицького повстання в Києві в 1918 році, мати померла також в 1918 році.
З вересня 1918 по жовтень 1927 року виховувався в дитячих будинках у Радомишлі, Житомирі, Києві. У жовтні 1927 — вересні 1928 року — учень індустріальної профшколи в Житомирі. У вересні 1928 — квітні 1930 року — студент педагогічного інституту імені Івана Франка в Житомирі. У квітні — вересні 1930 року — слухач шестимісячних педагогічних курсів у Житомирі.
У вересні 1930 — вересні 1932 року — учитель неповної середньої школи села Кишин Олевського району Житомирщини.
З вересня 1932 року служив у військах ОДПУ. У вересні 1932 — листопаді 1934 року — помічник оперуповноваженого 19-го прикордонного загону в Олевську. У листопаді 1934 — грудні 1935 року — прикордонник строкової служби 19-го прикордонного загону в Олевську.
У грудні 1935 — квітні 1937 року — уповноважений Олевського районного відділу НКВС Київської області.
У квітні — серпні 1937 року — оперуповноважений Глухівського районного відділу НКВС Чернігівської області.
У серпні 1937 — жовтні 1939 року — старший оперуповноважений, особливоуповноважений Управління НКВС по Чернігівській області.
Член ВКП(б) з липня 1938 року.
У жовтні 1939 — 31 липня 1940 року — особливоуповноважений Управління НКВС по Дрогобицькій області.
31 липня 1940 року був звільнений з роботи в НКВС. 30 грудня 1940 року поновлений в органах держбезпеки.
У січні — червні 1941 року — заступник начальника відділу Управління НКВС (НКДБ) по Дрогобицькій області.
У червні — серпні 1941 року — начальник особливого відділу НКВС 3-ї кавалерійської дивізії Південно-Західного фронту. У серпні — листопаді 1941 року — начальник особливого відділу НКВС 204-ї повітряно-десантної дивізії Південно-Західного фронту. У листопаді 1941 — червні 1942 року — начальник особливого відділу НКВС 5-го кавалерійського корпусу 38-ї армії Південно-Західного фронту.
У червні 1942 — січні 1943 року — заступник начальника особливого відділу НКВС 3-ї резервної армії Сталінградського і Брянського фронтів. У січні 1943 — жовтні 1944 року — заступник начальника особливого відділу НКВС (відділу контррозвідки СМЕРШ) 2-ї танкової армії Центрального, 1-го Білоруського, 2-го Українського фронтів.
У жовтні 1944 — червні 1946 року — начальник відділу контррозвідки СМЕРШ 2-ї гвардійської танкової армії 1-го Білоруського фронту — Групи радянських окупаційних військ у Німеччині. У жовтні — грудні 1946 року — начальник відділу контррозвідки СМЕРШ 1-ї гвардійської механізованої армії Групи радянських окупаційних військ у Німеччині.
З грудня 1946 по травень 1947 року — в розпорядженні управління кадрів МДБ СРСР.
5 травня 1947 — 12 липня 1950 року — начальник Управління МДБ по Рівненській області. Нагороджений Указом Президії Верховної Ради СРСР від 29 жовтня 1948 «за успішне виконання спеціального завдання Уряду» по боротьбі з націоналістичним підпіллям в Західній Україні.
12 липня 1950 — 24 листопада 1951 року — начальник Управління МДБ по Станіславській області.
24 листопада 1951 — 29 квітня 1952 року — заступник міністра державної безпеки Української РСР. 29 квітня — 7 серпня 1952 року — заступник міністра державної безпеки Української РСР та начальник Управління МДБ по Львівській області.
7 серпня 1952 — 19 березня 1953 року — начальник Управління МДБ по Тернопільській області.
4 квітня — 11 червня 1953 року — начальник Управління МВС по Запорізькій області.
11 червня 1953 — березень 1954 року — начальник Управління МВС по Львівській області.
У 1953 році закінчив заочно Львівський державний університет імені Франка.
У березні 1954 — 13 вересня 1965 року — начальник Управління КДБ по Львівській області.
З вересня 1965 по червень 1975 року — начальник Київської школи КДБ № 204.
З червня 1975 року — на пенсії в місті Києві. З вересня 1976 по листопад 1980 року був членом військово-наукового товариства в Києві.
Помер у листопаді 1980 року в місті Києві.

## Звання
- лейтенант державної безпеки (7.01.1940)
- старший лейтенант державної безпеки
- майор державної безпеки (11.02.1943)
- підполковник (.07.1943)
- полковник (22.07.1945)
- генерал-майор (9.12.1964)

## Нагороди та відзнаки
- Три ордени Червоного Прапора (.03.1944, 6.04.1945, 5.11.1954)
- Орден Кутузова II-го ст. (31.05.1945)
- Орден Вітчизняної Війни II-го ст. (30.04.1943)
- Орден Вітчизняної Війни I-го ст. (29.10.1948)
- орден Трудового Червоного Прапора (23.01.1948)
- Чотири ордени Червоної Зірки (25.03.1941, 26.03.1942, 25.07.1949, 31.08.1971)
- орден «Віртуті Мілітарі» (Польща)
- медалі
- знак «Почесний співробітник державної безпеки» (18.12.1957)
- Почесна грамота Президії Верховної Ради Української РСР (1962)